# Robert Kilwardby
Robert Kilwardby (Anglia, 1215 körül – Viterbo, 1279. szeptember 11.) középkori angol teológus és filozófus, Canterbury érseke.
Angol Domonkos-rendi szerzetes volt, és fiatalon a Párizsi egyetemen tanult. 1230 előtt tért vissza Angliába. 1248-ban Richard Fishacre utódaként került az oxfordi egyetem teológiai karának tanítói székébe, ahol 1261-ig tanított. 1272-től Canterbury érseke, 1278-tól bíboros. Viterboban hunyt el.
Kommentárokkal látta el Porphürioszt és Arisztotelész Órganonját, Fizikáját, De caelo et mundoját, De generatione et corruptionéját, a Meteorokat, a De animát, és a Metafizikát. Kommentárokat készített ezen kívül a Szentenciákhoz. Fennmaradt több teljesen önálló írásai is:
- De ortu scientiarum
- De spiritu imaginativo
- De tempore
- De unitate formarum
- De natura relationis
- De conscientia
- De theologia
- Levél Conflans-i Péterhez